# Sportyvnyj Klub Enerhija
Lo Sportyvnyj Klub Enerhija è una squadra ucraina di calcio a 5 con sede a Leopoli.

## Storia
Nella stagione 2007-08 ha partecipato, per la prima volta, alla Coppa UEFA giungendo al turno élite, ovvero tra le migliori sedici formazioni d'Europa. Tuttavia, l'Enerhija è giunta terza nel proprio girone, mancando la qualificazione alle semifinali.

## Palmarès
- Campionato ucraino: 3
2006-07, 2011-12, 2015-16
- Coppa d'Ucraina: 5
2010-11, 2011-12, 2012-13, 2013-14, 2017-18